# Augyles aureolus
Augyles aureolus là một loài bọ cánh cứng trong họ Heteroceridae. Loài này được Schiödte miêu tả khoa học đầu tiên năm 1866.